# ビストルップ (小惑星)
ビストルップ (3246 Bidstrup) は、小惑星帯の小惑星の一つ。ニコライ・チェルヌイフがクリミア天体物理天文台で発見した。
デンマークの漫画家、ハールフ・ビストルップ (Herluf Bidstrup, 1912 - 1988) に因んで名付けられた。